# 右攝提增六
牧夫座7，又名BD+18 2795，HD 121107、SAO 100751、HR 5225，是牧夫座的一颗恒星，视星等为5.7，位于銀經3.3，銀緯73.05，其B1900.0坐标为赤經13h 48m 26.2s，赤緯+18° 73.05′ 32″。